# Ока
Вижте пояснителната страница за други значения на Ока.
Ока́ е голяма река в Европейска Русия, десен приток (втори по големина след Кама) на Волга. Дължината ѝ е 1500 km, което ѝ отрежда 23-то място по дължина сред реките на Русия.

## География

### Извор, течение, устие
Река Ока извира от централната част на Средноруското възвишение на 226 m н.в., на около 1,5 km източно от село Александровка, Глазуновски район на Орловска област и се насочва на запад, а след това на север през Средноруското възвишение. Тук тя тече в дълбоко врязана, предимно тясна (до 1 km) долина с полегати брегове. Коритото ѝ е с ширина от 20 до 80 m. При устието на левия си приток река Угра завива на изток, заобикаля от север Средноруското възвишение, след което навлиза в северната част на обширната Окско-Донска равнина. В този участък долината ѝ се колебае от 400 m до 3 km, а коритото ѝ се разширява до 250 – 400 m. При град Алексин, Тулска област завива на север, а при град Серпухов, Московска област – отново на изток. След устието на река Москва при град Коломна, Московска област завива на юг и югоизток. Тук долината ѝ се разширява вече до 20 – 30 km, реката силно меандрира по нея, появява се широка заливна тераса с множество остатъчни старици. Долното течение на Ока протича по Мешчерската низина, като долината ѝ ту се разширява, ту се стеснява. Обширната ѝ заливна тераса при град Муром, Владимирска област достига до 20 km ширина, изобилства от старици (някои дълги над 10 km) и острови, а коритото и се колебае от 175 до 550 m. След устието на най-големия си приток река Клязма последно завива на изток и в град Нижни Новгород се влива отдясно в река Волга при нейния 2231 km, на 64 m н.в.

### Водосборен басейн
Водосборният басейн на реката обхваща площ от 245 хил. km2, което представлява 18,01% от водосборния басейн на река Волга. Във водосборния басейн на Ока попадат териториите (или части от териториите) на Брянска, Владимирска, Ивановска, Калужка, Липецка, Московска, Нижгородска, Орловска, Пензенска, Рязанска, Смоленска, Тамбовска, Тулска, Ярославска области и Република Мордовия.

Основните притоци на р. Ока са следните:
- Клязма (л)
- Ушна (л)
- Тьоша (д)
- Мокша (д)
- Гус (д)
- Пра (л)
- Пара (д)
- Проня (приток на Ока) (д)
- Москва (л)
- Осьотър (река) (д)
- Нара (л)
- Протва (л)
- Угра (л)
- Жиздра (река) (л)
- Упа (д)
- Зуша (д)

### Хидрология
Подхранването на Ока е предимно снегово: 59% при град Орел и 65% при Муром, дъждовното – малко повече от 20%, а подземното – под 20%. Среден годишен отток при Орел – 18,8 m3/s (максимален 2100 m3/s), при град Калуга – 296 m3/s (максимален 12 600 m3/s), в устието – 1300 m3/s (максимален 20 000 m3/s). Пълноводието на реката е през април и май в горното течение и до началото на юни в долното. През лятото и зимата е маловодна, а през есента често се наблюдават големи прииждания в резултат от есенни поройни дъждове. През пролетта в горното течение протича около 78% от годишния отток и 73% в долното, лятото 7 – 8%, есента 8 – 10%, зимата 7 – 9%. В горното течение замръзва през ноември или чак през януари, а в долното през октомври или декември. Размразява се в края на март или април в горното течение, а в долното – в началото на май. Продължителността на ледохода е от 1 до 20 денонощия в горното и до 15 денонощия в долното.

## Населени места
По течението на реката са разположени десетки населени места, включително градовете:
- Орловска област – Орел;
- Тулска област – Бельов, Чекалин;
- Калужка област – Калуга;
- Тулска област – Алексин;
- Калужка област – Таруса;
- Московска област – Серпухов, Пушчино, Ступино, Кашира, Озьори, Коломна;
- Рязанска област – Рязан, Спаск-Рязански, Касимов;
- Владимирска област – Муром;
- Нижегородска област – Павлово, Горбатов, Дзержинск, Нижни Новгород.

## Стопанско значение
До 1860-те години Ока е плавателна до град Орел (1390 km), след което границата на регулярното корабоплаване постоянно се измества надолу по течението на реката поради намаляването на водните ѝ количества. През 1960 – 1970-те години е плавателна до град Чекалин (1200 km), а в наши дни е до Калуга (при пълноводие) и регулярно до Коломна (855 km, устието на река Москва).
Между градовете Коломна и Рязан в протежение от 100 km реката е шлюзована. Ока е основен транспортен воден коридор, по който се превозват строителни материали, дървесина, въглища, нефтопродукти, зърнени храни, машини и други.